# Klych
Klych jest wioską w rejonie Abşeron w Azerbejdżanie.